# Хегелох (адмирал)
Хегелох (на старогръцки: Ήγέλοχος, Hegelochos; † 331 г. пр. Хр.) е македонски командир на флот (наварх, nauarchos) на Александър Велики, против когото планувал заговор.
Той е син на Хипострат. Хегелох е споменат за пръв път в похода в Азия в битката на Граник през 334 г. пр. Хр. 
През 333 г. пр. Хр. той получава задачата заедно с Амфотер, да се върне обратно в Хелеспонт, за да построи там флот, с който да се вземе Егейско море под контрола. През следващата година се побеждава флота на Фарнабаз и Автофрадат и се завладяват островите Митилена, Тенедос и Хиос, където пленяват персийския адмирал Фарнабаз.
Хегелох и Амфотер се присъединяват с техния флот през зимата 332/331 г. пр. Хр. в Египет отново към Александър. Амфотер поема главното командване.
За последен път Хегелох е споменат като командир на войска (ilarchos) от хетайри конница под Филота в битката при Гавгамела 331 г. пр. Хр. Вероятно той е убит в тази битка  или при последвалата малко след това битка, понеже историкът Курций Руф го определя за събитията през 330 г. пр. Хр. за вече паднал в борбата.

## Произход
При Ариан Хегелох е наречен с името на баща му (Патроним) „Хипострат“ („Hippostratos“). През времето от средата до края на IV век пр. Хр. са предадени само двама македонци с името Хипострат. Хипострат, който е син на Аминта и пада убит в кампанията на цар Филип II Македонски против илирийците (344/343 г. пр. Хр.).
Един друг Хипострат e брат на Клеопатра, последната съпруга на Филип II, и така е племенник на Атал.
Вероятно той е този Хегелох, който е роднина на Клеопатра. Той вероятно планува 332/331 г. пр. Хр. заговор против Александър Велики.